# Anders G. Christensen
Anders Georg Christensen (født 4. april 1962) er en dansk politiker, der er spidskandidat for partiet Venstre i Region Midtjylland til Regionsrådsvalget 2021. Han er medlem af byrådet i Favrskov Kommune og 1. suppleant til Folketinget for Venstre i Østjyllands Storkreds. Han har tidligere været borgmester i Favrskov Kommune i perioden 2006 til 2010, og borgmester i Hadsten Kommune fra 2002 til 2006. Anders er desuden medlem af Venstres hovedbestyrelse.
Anders blev matematisk student ved Randers Handelsskole i 1982, og blev senere uddannet landmand, hvor han tog ansættelse på flere gårde og godser rundt i landet. Inden han overtog borgmesterposten i Hadsten Kommune i 2002, havde han været 14 år som forvalter på Kollerup Gods.
Han har desuden flere bestyrelsesposter, hvor han bl.a. er formand i Cattlenic A/S, næstformand i Erhvervakademiet Dania og medlem i Hadsten Varmeværk og Favrskov Gymnasiums bestyrelser. Han har også været fortaler for etablering af en Kattegat-forbindelse.

## Poltisk karriere
Anders G. Christensen er vokset op i en Venstre-familie i landsbyen Veddum, der ligger nordvest for Hadsund i det sydlige Himmerland. Faren var kredsformand i Hobrokredsen i Venstre, og i 1981 blev Anders G. Christensen medlem af Venstres Ungdom (VU), hvor han var med til at stifte en lokalafdeling af i Hadsund Kommune samme år, hvor han blev formand. Fra 1984 til 1985 var han medlem af forretningsudvalget i VU, og var i denne periode med til bane vejen for, at Lars Løkke Rasmussen blev VU-formand i 1986.
I 1988 flyttede han til Hadsten og blev godsforvalter ved Kollerup Gods. Ved kommunalvalget i 1993 blev han valgt til byrådet i Hadsten Kommune, hvor Venstre gik frem fra to til fem mandater. I 2001 blev han valgt som borgmester i Hadsten Kommune og afløste dermed Anna-Grethe Dahl.
I forbindelse med strukturreformen i 2007 blev han valgt som formand for sammenlægningsudvalget for den nye kommune. Den stilling blev den 1. januar 2007 konverteret til en borgmesterpost i den nye Favrskov Kommune. Ved kommunalvalget i 2009 tabte han borgmesterposten til Nils Borring. I 2013 forsøgte han at genvinde borgmesterposten, men her blev Nils Borring genvalgt.
Ved folketingsvalget 2019 var Anders G. Christensen opstillet i Favrskovkredsen i Østjyllands Storkreds. Han fik 3.193 personlige stemmer og fik dermed sjetteflest personlige stemmer blandt Venstres folketingskandidater i Østjylland. Selvom Venstre havde fået seks mandater ved folketingsvalget, gik mandatet til Heidi Bank som følge af partistemmer i hendes opstillingskreds. Han fik i marts 2020 én uge som vikar for Troels Lund Poulsen, og vil igen i efteråret 2020 supplere Britt Bager.
I september 2020 offentliggjorde Anders G. Christensen, at han gik efter at blive spidskandidat for Venstre i Region Midtjylland. I oktober 2020 blev han officielt indstillet som Venstres spidskandidat til Regionsrådsvalget i 2021.

## Politiske poster og roller[14]
- 1984 - 1985: Medlem af Venstres Ungdoms forretningsudvalg
- 1990 - 1998: Medlem af Folkeoplysningsudvalget i Hadsten Kommune
- 1994 - (nuværende): Medlem af Hadsten/Favrskov kommunalbestyrelse
- 1994 - 1998: Valgt til Hadsten kommunalbestyrelse (medlem af undervisnings- og kulturudvalget)
- 1998 - (nuværende): Genvalgt til Hadsten kommunalbestyrelse (medlem af teknisk- og socialudvalget)
- 2001 - (nuværende): Genvalgt til Hadsten kommunalbestyrelse (indtrådt i økonomiudvalget og udtrådt af teknisk udvalg)
- 2002 - 2006: Borgmester i Hadsten Kommune
- 2005 - 2006: Formand for Favrskov Kommunes sammenlægningsudvalg
- 2005 - 2009: Formand for Venstres kommunalpolitiske kontaktudvalg
- 2005 - 2009 + 2011 - (nuværende): Medlem af Venstres hovedbestyrelse
- 2006 - 2010: Borgmester i den nye Favrskov Kommune (oprettet ifm. Kommunalreformen 2007)
- 2006 - 2013: Formand for Kommunekontaktrådet (KKR) Region Midtjylland
- 2007 - 2009: Medlem af Venstres forretningsudvalg
- 2009 - 2013: Medlem af formandskabet for Kattegat-komiteen
- 2016 - 2019: Opstillet som folketingskandidat for Venstre i Favrskov
- 2017 - (nuværende): Formand for Teknik- og Miljøudvalget i Favrskov Kommune
- 2019 - (nuværende): 1. suppleant til Folketinget i Østjyllands Storkreds
- 2020 - (nuværende): Spidskandidat for Venstre i Region Midtjylland

## Privat
Anders G. Christensen bor i Hadsten sammen med sin hustru, Jane, der er børnehaveklasseleder. Parret har sammen tre voksne døtre og to plejebørn.